# Palazzolo Acreide
Palazzolo Acreide (sicilsky Palazzuolu) je italská obec ve Volném sdružení obcí Siracusa v jihovýchodní části Sicílie. V obci Palazzolo Acreide bylo k 31. srpnu 2020 registrováno 8 334 obyvatel. Historické městečko je jedním z 308 členů (stav k prosinci roku 2020) asociace I Borghi più belli d'Italia (Nejkrásnější historická sídla v Itálii). Palazzolo Acreide je zároveň jedním z osmi měst v historické správní oblasti Sicilského království Val di Noto, která byla pro svou hodnotnou pozdně barokní architekturu zapsána v roce 2002 na seznam Světového dědictví UNESCO.

## Geografie
Palazzolo Acreide leží v nadmořské výšce 670 metrů v oblasti Val di Noto uprostřed kopcovité krajiny pohoří Iblei, rozprostírající se na jihovýchodě Sicílie. Nejvyšší vrchol Iblei Monte Lauro (985 m n. m.) je od města vzdálený vzdušnou čarou asi 9 km směrem na severozápad. Palazzolo Acreide se nachází zhruba uprostřed vzdálenosti mezi správními centry někdejších východosicilských provincií, městy Ragusou a Syrakusami. Severnímu obzoru dominuje 3 330 metrů vysoká Etna, nejvyšší činná evropská sopka, jejíž jižní úpatí je od Palazzola Acreide vzdálené přibližně 70 km. Severní hranici katastrálního území obce zčásti tvoří tok řeky Anapo, na jejímž levém břehu se o několik kilometrů dále poblíž městečka Sortino nachází proslulá nekropole a archeologická lokalita Pantalica, zapsaná na seznamu Světového dědictví UNESCO.

## Historie
Původní řecký název sídla byl Akrai (starořecky Ἄκραι), což lze přeložit jako „vrchol“, „pevnost na vrcholu“, „hrad či pevnost nad městem“.

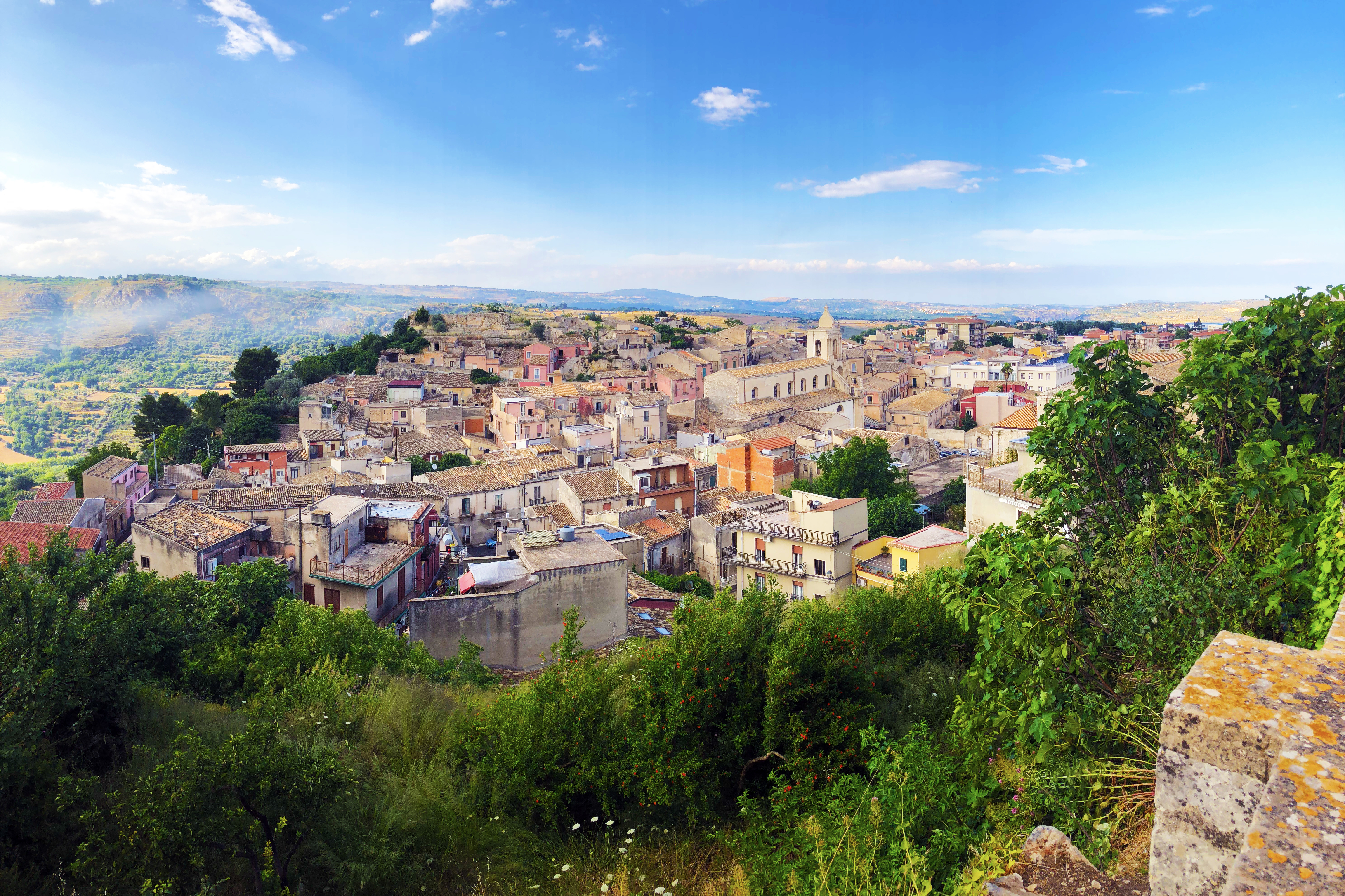
Panorama města s ruinami hradu (vlevo nahoře)

Ve 12. století př. n. l. zde bylo sikulské osídlení. Město Akrai založili na kopci Acremonte mezi řekami Anapo a Tellaro syrakuští Řekové v roce 664 př. n. l. V druhé polovině 6. století př. n. l. zde Řekové vybudovali Afrodision, chrám bohyně Afrodity, jehož pozůstatky odhalily archeologické vykopávky v roce 1953. Největší rozkvět antického Akrai je datován mezi roky 275 až 215 př. n. l. za vlády syrakuského tyrana Hierona II. Po pádu Syrakus v roce 211 př. n. l. ovládli Akrai, přejmenované latinsky na Akko, Římané. 
Název „Palazzolo“ pochází až ze středověku. V roce 827 bylo město dobyto Araby. Zcela zpustošené místo začalo být znovu osidlováno až na přelomu 9. a 10. století. Arabské pojmenování sídla bylo Balansûl, jméno Palatiolum se objevuje s příchodem Normanů v 11. století.
V roce 1693 bylo Palazzolo, stejně jako další sídla a historická města v oblasti Val di Noto, zničeno nebývale velkým zemětřesením. V dalších letech bylo město postupně obnoveno, přičemž zde vznikly významné památky pozdně barokní architektury. V roce 1862 bylo ke jménu města „Palazzolo“ připojeno „Acreide“ jako připomenutí jeho slavné antické minulosti.

## Pamětihodnosti
- Basilica di San Paolo – bazilika sv. Pavla, vybudovaná v letech 1720 až 1780, objekt Světového dědictví UNESCO
- Basilica di San Sebastiano – bazilika s. Šebestiána, postavená v letech 1721 až 1780, objekt Světového dědictví UNESCO
- Castello Medievale – pozůstatky středověkého hradu
- Teatro di Akrai (Teatro Greco) – antický amfiteátr, řecké divadlo z 3. století př. n. l.
- I Santoni – jeskynní svatyně nedaleko města, považovaná za hlavní středisko kultu bohyně Kybelé na Sicílii
- Palazzo Caruso – palác na Via Garibaldi 127, který dříve nesl jméno Palazzo Cafici nebo Palazzo Iudica, se proslavil jedním z nejdelších balkónů na světě[5]
- Intagliatella – tzv. latomie, starověké lomy, které sloužily zároveň jako vězení pro zajaté nepřátelské vojáky

## Partnerské obce
- Sikyón v Řecku
- Bobbio v italském regionu Emilia-Romagna

## Galerie

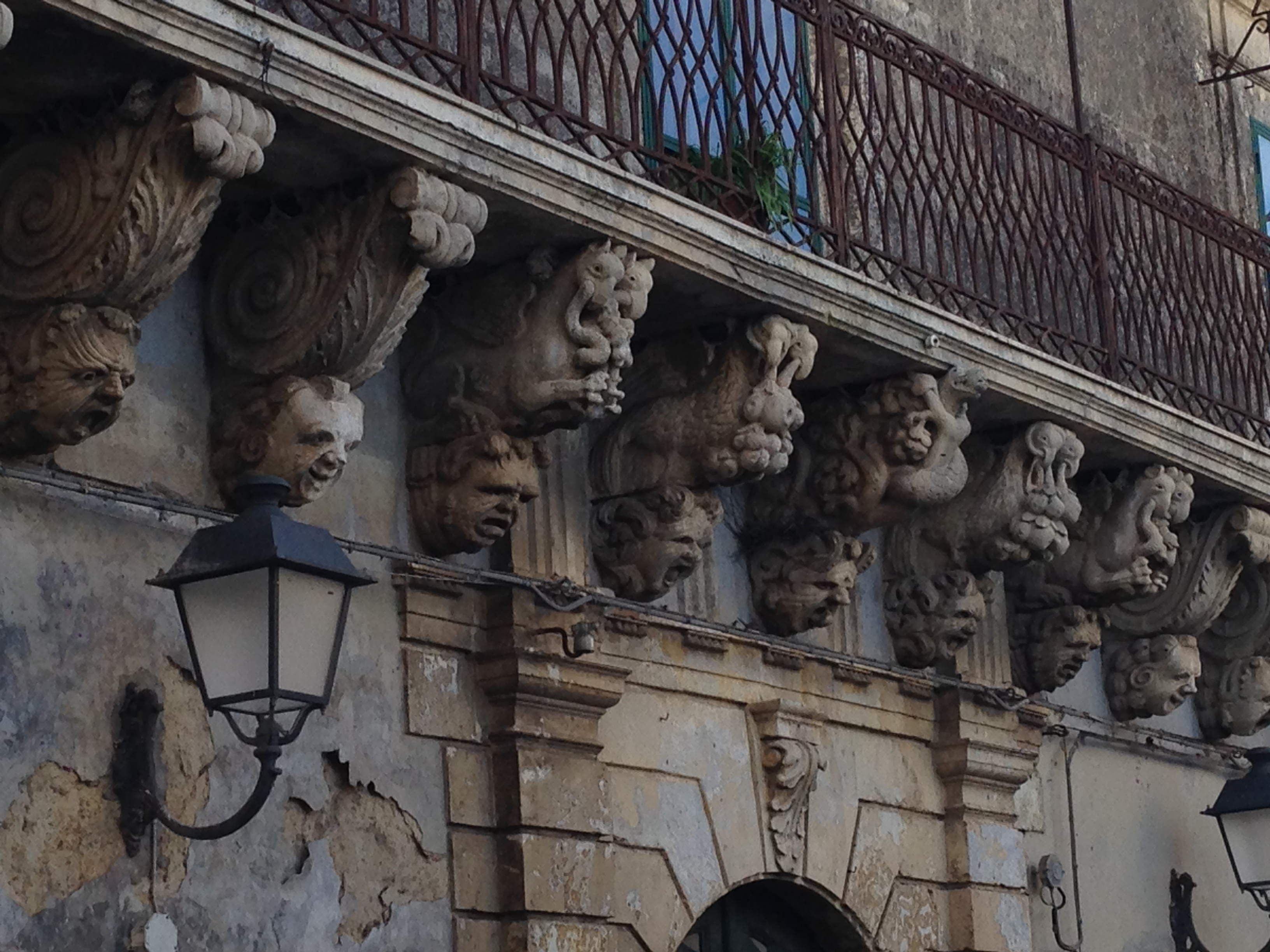
Palazzo Caruso, detail proslulého balkónu
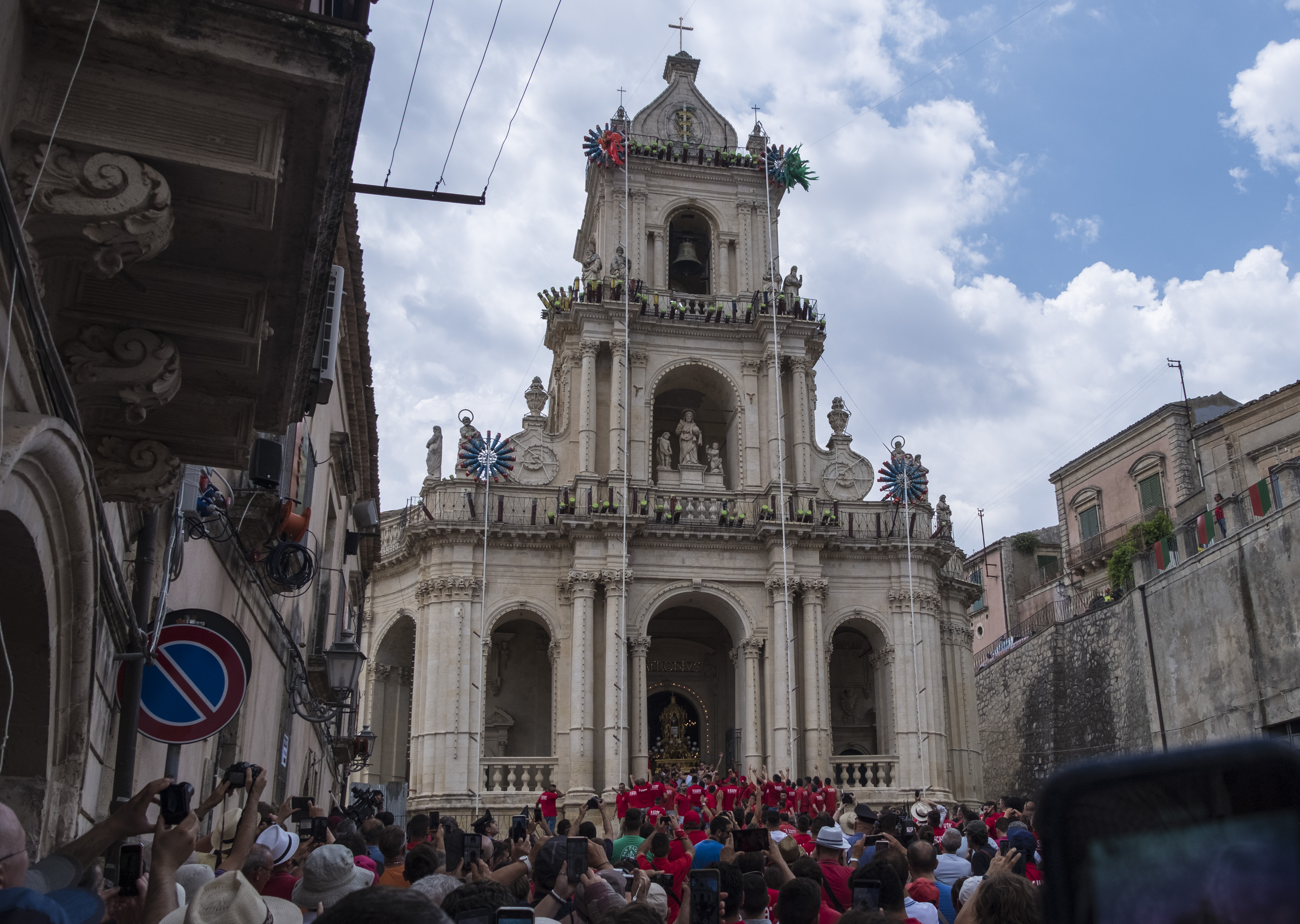
Bazilika sv. Pavla v době svátku
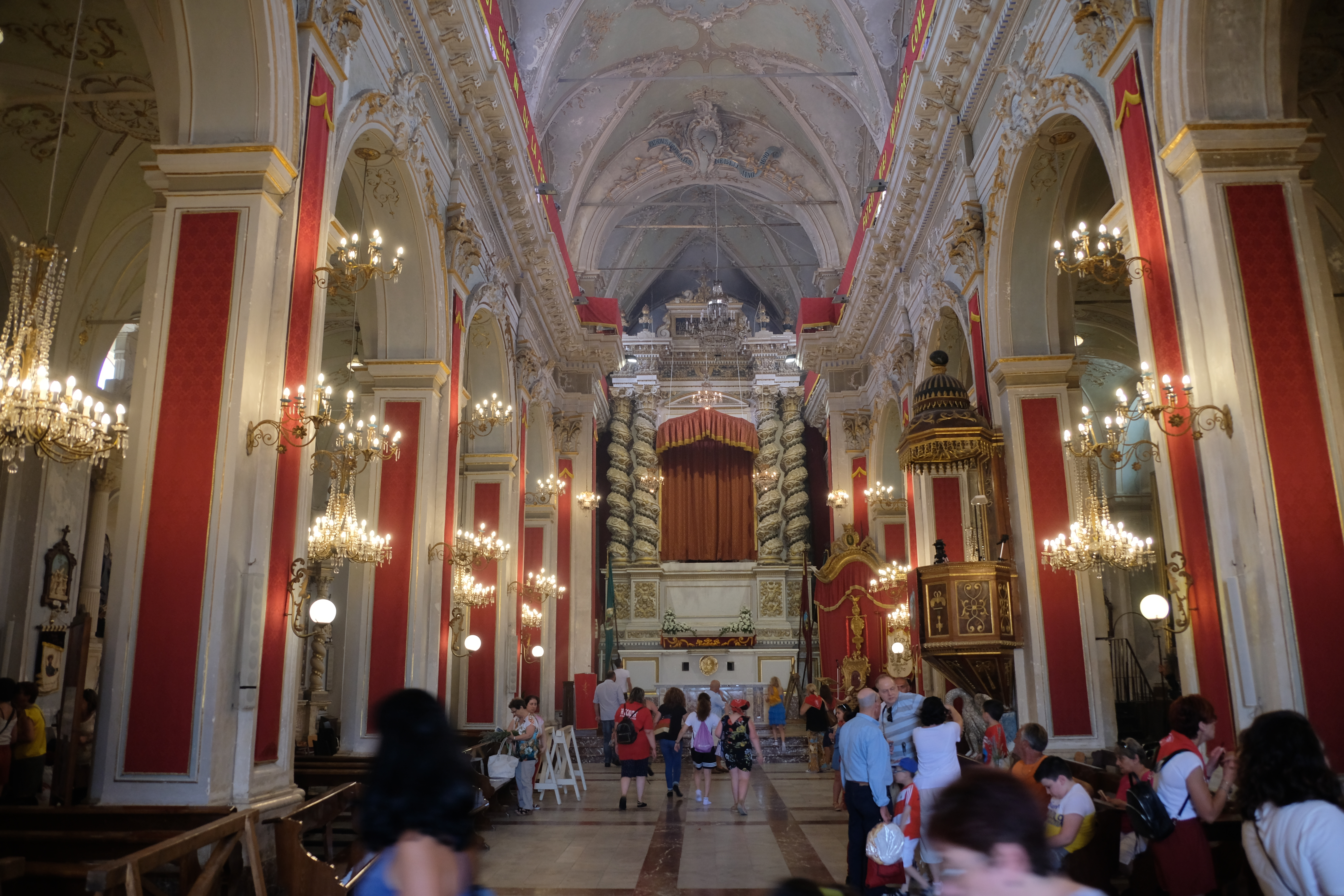
Interiér chrámu sv. Pavla
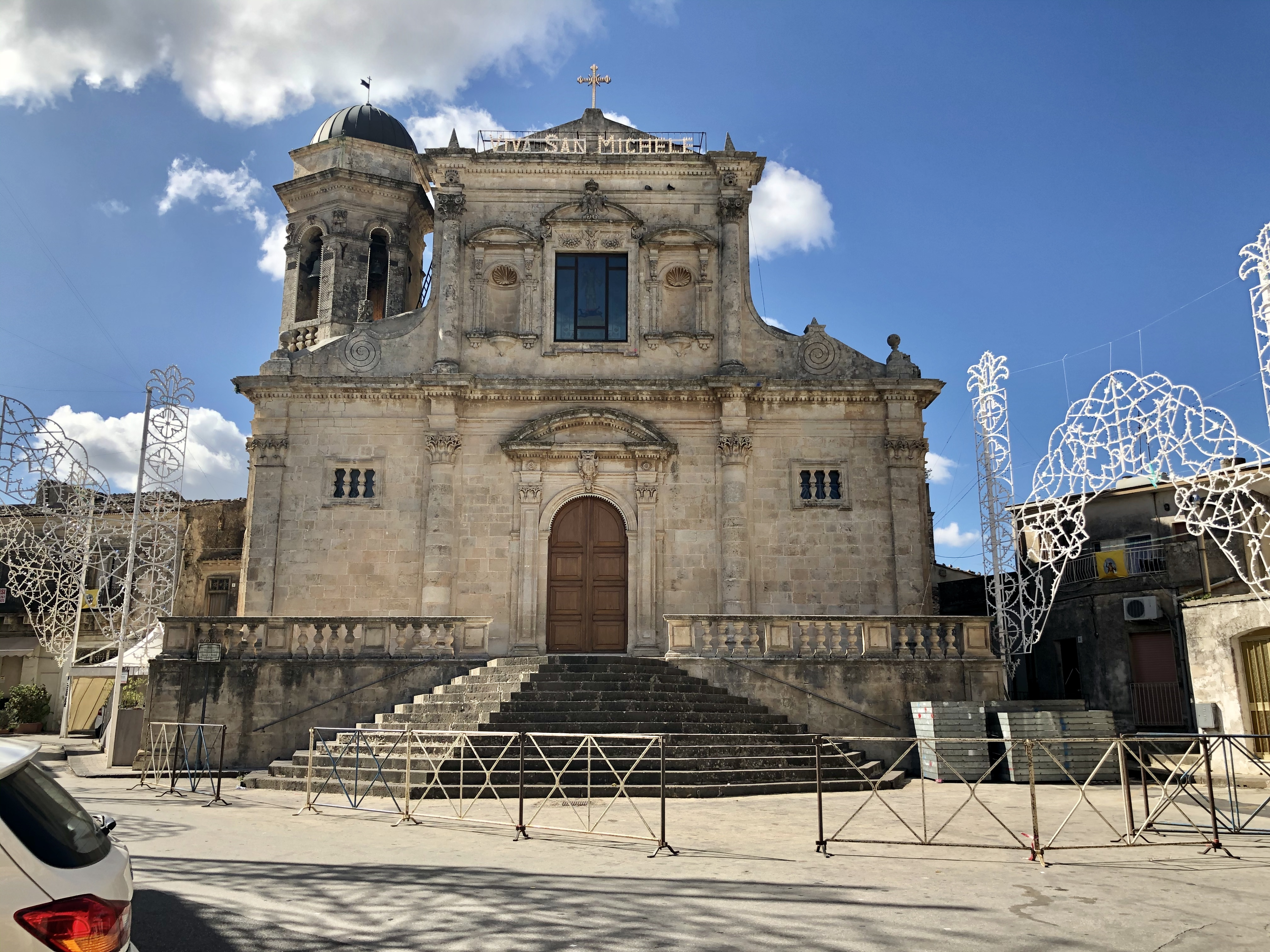
Kostel sv. Michala
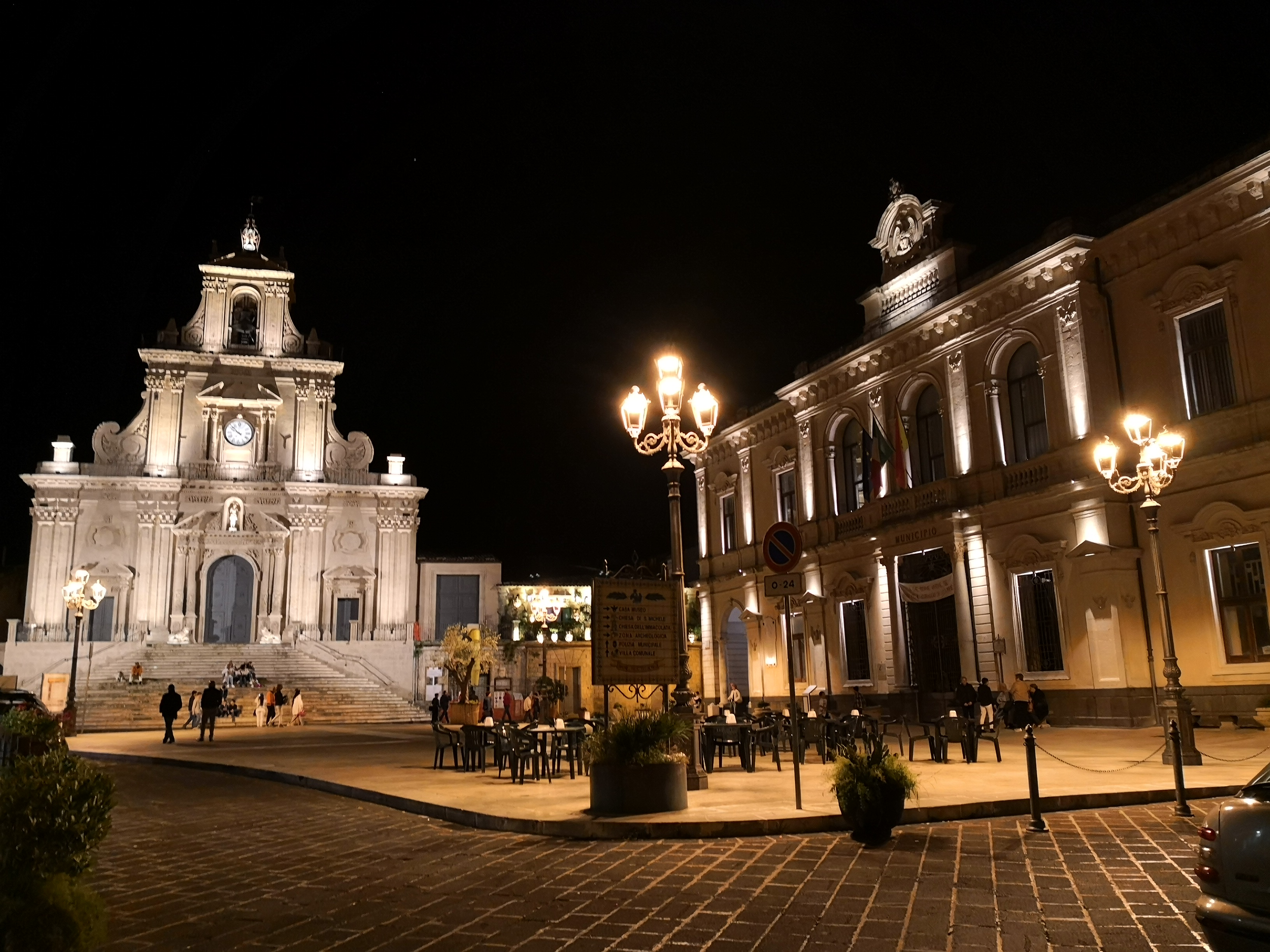
Bazilika sv. Šebestiána, vpravo radnice
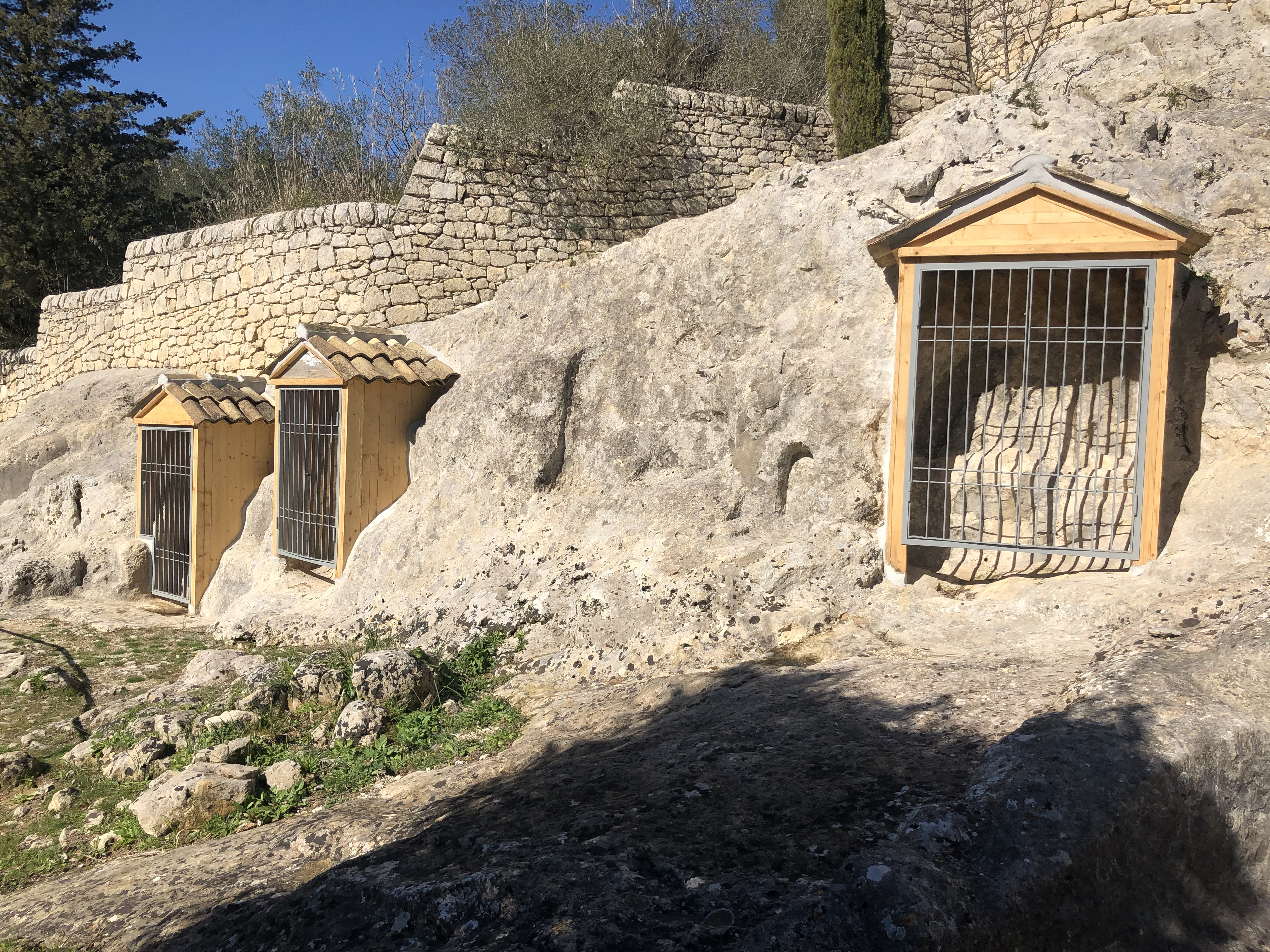
Svatyně Santoni di Akrai